# Sexo intercrural

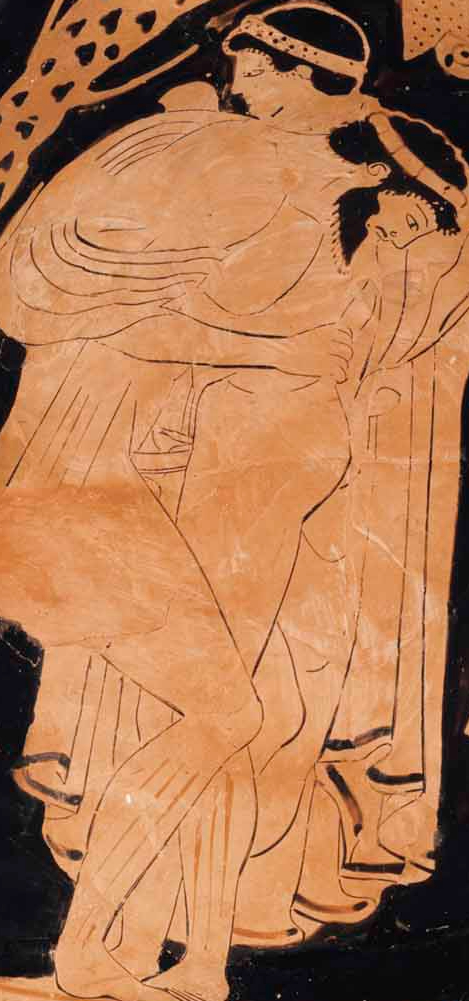
El ejemplo más antiguo de sexo intercrural en una obra de arte; según el autor de Greek Erotica Martin F. Kilmer, representa «la postura más comúnmente adoptada». En términos modernos, podría considerarse un ejemplo de frot.

El sexo intercrural (del latín inter-, «entre» y crura, «piernas»), también conocido como sexo femoral o sexo interfemoral, consiste en una actividad erótica/sexual sin penetración en la que uno de los dos participantes sitúa su pene entre las piernas del otro (a menudo con lubricación), y ambos participantes obtienen placer mediante la fricción genital resultante, que simula el coito con penetración. Era una práctica común en la sociedad de la Antigua Grecia antes de los primeros siglos de la era común, y fue frecuentemente comentada por escritores y representada en obras de arte tales como jarrones. Posteriormente quedó sujeta a las leyes de sodomía y se consideró cada vez más despreciable. En el siglo XVII, el sexo intercrural apareció en varias obras literarias y adquirió relevancia cultural, considerándose parte de los hábitos sexuales entre hombres tras el juicio y ejecución de Mervyn Tuchet, II conde de Castlehaven, en 1631, un noble inglés condenado por violación y sodomía.
En los tiempos modernos, el sexo intercrural se practica comúnmente en relaciones de diversas orientaciones; se dice que mujeres adultas lo utilizan para estimular el orgasmo y, en París, se realizaba habitualmente en actos de prostitución. En África y partes de Asia, la práctica está normalizada y se lleva a cabo entre varones heterosexuales y homosexuales. En Sudáfrica, se utilizaba como un método de prevenir el síndrome de inmunodeficiencia adquirida (SIDA); esta práctica acabó desapareciendo.
Los conocimientos sobre el sexo intercrural extraídos de estudios y su relación con el SIDA o con el embarazo son escasos. Se ha reportado que es un medio de sexo seguro para pacientes seropositivos al virus de la inmunodeficiencia humana (VIH) y que tiene un riesgo de infección menor que el sexo penovaginal. Estudios han revelado que un porcentaje fluctuante de casos de agresión sexual han sido violaciones intercrurales, con escasas o nulas evidencias físicas.

## Etimología
El filólogo clásico y helenista británico Sir Kenneth Dover introdujo por primera vez el término «sexo intercrural» en su libro de 1978 Greek Homosexuality (Homosexualidad griega). Dover utilizó el término para referirse a la actividad sexual entre un hombre mayor y un joven adolescente. El término griego antiguo para esta práctica era διαμηρίζειν (diamērizein, «hacer [algo] entre los muslos»). Etimológicamente, el neologismo de Dover proviene del latín inter («entre») y crus (espinilla, canilla o pierna inferior).
El diccionario Webster en inglés define el sexo intercrural como un acto en el que uno de los miembros de la pareja «coloca su pene... entre los muslos [cerrados] del otro miembro de la pareja... [y mueve las caderas] para crear fricción». El término no aparece en el Diccionario de la Real Academia Española. Otros términos usados son los de coitus interfemoris, sexo entre los muslos o sexo interfemoral.
Kang Tchou, de la Universidad de Cambridge, señala que la definición de Dover es similar a la idea de «amor celestial» articulada por Pausanias, que «fomenta una relación estable de por vida entre el muchacho y el hombre y potencia el desarrollo intelectual del más joven».

## Heterosexualidad
Durante su aprendizaje y experimentación sexual, muchos adolescentes recurren al sexo intercrural para evitar el embarazo y preservar su virginidad.
En 1987 el informe Shere Hite sobre la sexualidad femenina mostró que algunas mujeres adultas recurrían al sexo intercrural como una forma de alcanzar el orgasmo mediante la estimulación del clítoris sin recurrir a la penetración.
En Japón existe una variación de esta práctica sexual, no completamente idéntica, que es conocida como "sumata". En Japón el uso de la píldora contraceptiva está poco extendida, por lo que esta postura es frecuentemente utilizada por las prostitutas para evitar el embarazo, y porque además escapa a la ley anti-prostitución de 1956, ya que no existe penetración.

## Homosexualidad masculina

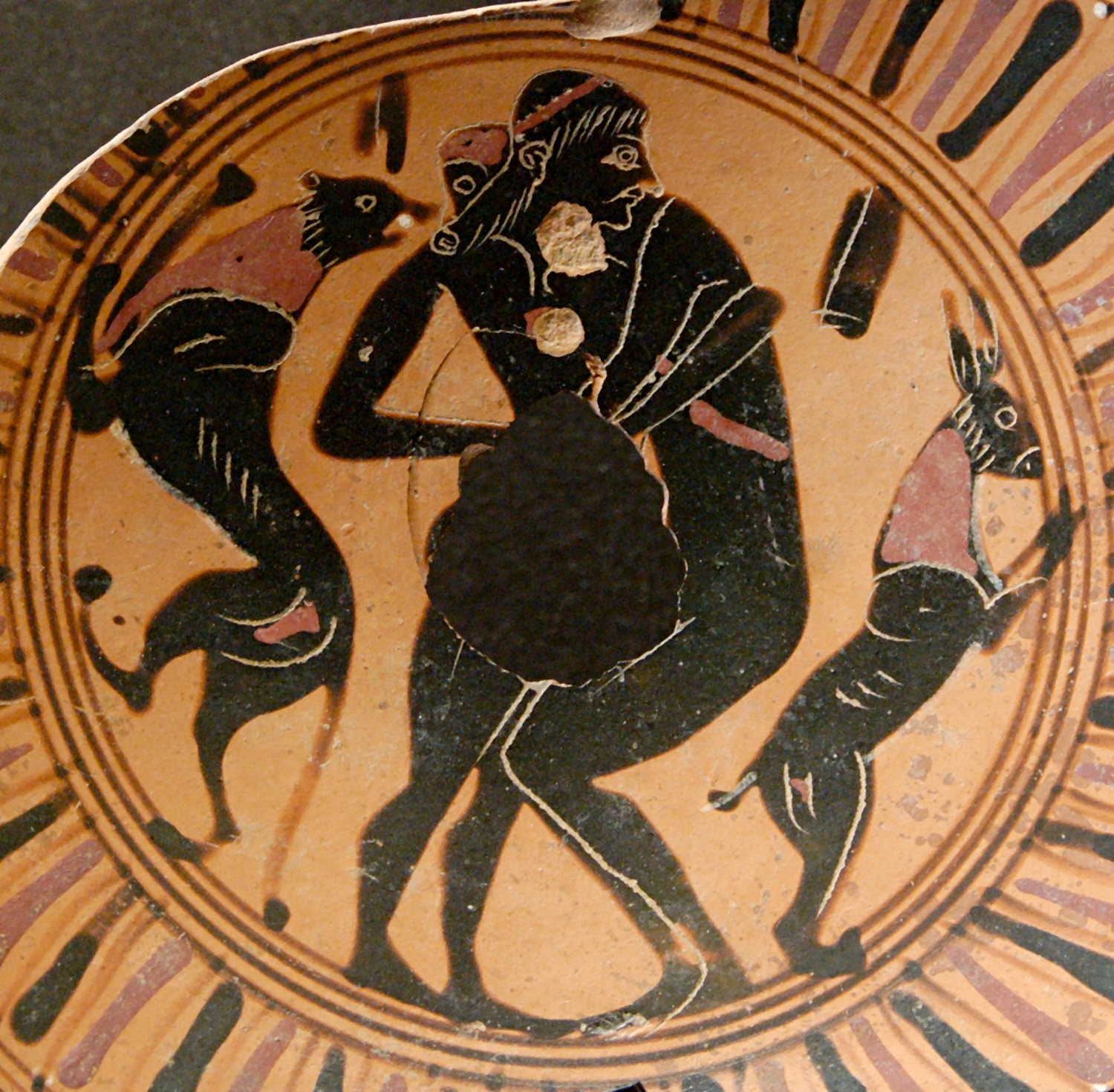
Coito intercrural en la Antigua Grecia, fragmento de una copa con figuras negras (siglos VI-V a. C.).

El sexo intercrural era una práctica extendida en el sistema pederástico de la Antigua Grecia entre el "erastés" ('amante') y el "erómeno" ('amado'), en el que el sexo anal era considerado degradante para el participante pasivo. El historiador K.J. Dover escribió extensivamente sobre este tema en su libro Greek Homosexuality (1977), del que derivaron las principales teorías y debates sobre la práctica de la homosexualidad masculina en la Antigua Grecia. Joan Roughgarden se refiere a la postura intercrural cara a cara como la "postura gay del misionero" en su libro Evolution's Rainbow, el cual se basa fundamentalmente en el libro de Dover.
En la literatura griega, como en la comedia “Los Pájaros” de Aristófanes, aparece mencionado como diamêrízein (literalmente: hacerlo entre las piernas).
El sexo intercrural es conocido en ocasiones en los Estados Unidos como "el Primer año en Princeton". El término se refiere a un sistema universitario en el que los veteranos ayudaban a los estudiantes novatos a adaptarse a la vida universitaria a cambio de gratificación sexual. Un sistema similar se presentaba en otras universidades, como en Oxford, donde recibía el nombre de "Estilo Oxford". Parece que en algunas universidades los estudiantes imitaban e imitan ritos iniciáticos y prácticas homoeróticas en la Antigua Grecia.
El sexo intercrural ha sido considerado como una parte importante de las vidas sexuales de notables figuras históricas de supuesta actividad homosexual o bisexual. De acuerdo con su biógrafo Richard Ellman, Oscar Wilde fue introducido en el sexo intercrural por Robert Baldwin Ross, y parece haber sido su práctica preferida, incluso por encima del sexo oral.
 Se ha especulado que Shaka Zulu fomentó el sexo intercrural entre sus tropas para “crear intimidad y lealtad”. Citas atribuidas a varios filósofos griegos sobre Alejandro Magno, realizadas durante y después de su vida, parecen indicar una relación de sexo intercrural entre Alejandro y Hefestión. De forma similar, un comentario hecho por un compañero del presidente Abraham Lincoln parece indicar que hubo sexo intercrural entre los dos en la reciente publicación de C. A. Tripps “La vida íntima de Abraham Lincoln”
Aunque algunos cristianos y judíos modernos han señalado que el sexo intercrural no se encuentra específicamente condenado por el Levítico en sus capítulos 18 y 20 ha sido condenado por varias leyes históricas contra la sodomía y otras restricciones religiosas de la sexualidad;
 una de las preguntas que aparecen en las confesiones religiosas dirigidas a los jóvenes varones durante la Edad Media era: “¿Has fornicado con otro hombre entre sus piernas?”, o “¿Has puesto alguna vez tu hombría entre las piernas de otro hombre y eyaculado entre ellas?”. No obstante, el sexo intercrural parece haber sido una práctica muy extendida durante la época medieval, y un documento de la época titulado "Altercatio Ganimedis et Helene" (El Debate de Helena y Ganímedes) muestra al legendario Ganímedes describiendo que “la suavidad de las piernas de un joven” es superior al “amargo y aburrido vacío de la cueva de la mujer”
Actualmente el sexo intercrural está bastante extendido en algunas comunidades homosexuales. Un estudio reciente sobre la salud sexual de la organización MSM realizado en Calcuta descubrió que un 73% de los hombres habían practicado el sexo intercrural, aunque la frecuencia variaba en función de varios factores: sólo un 54 % de los prostitutos, un 50 % de los hombres de clase baja y un 40 % de los musulmanes declararon haberlo practicado en alguna ocasión, mientras que un 82% de los hindúes y un 88% de los hombres de clases medias y altas declararon haberlo practicado. Un estudio similar en el Sudeste Asiático concluyó que el sexo intercrural era después del sexo anal la segunda postura favorita de los homosexuales, por encima del sexo oral.